# Argyrogramma verruca
Argyrogramma verruca là một loài bướm đêm trong họ Noctuidae.